# Pile à maillets
 (février 2016).
Si vous disposez d'ouvrages ou d'articles de référence ou si vous connaissez des sites web de qualité traitant du thème abordé ici, merci de compléter l'article en donnant les références utiles à sa vérifiabilité et en les liant à la section « Notes et références ».
La technique utilisée pour la fabrication manuelle du papier dans les quelques moulins spécialisés qui fonctionnent encore en France, comme le moulin Richard-de-Bas à Ambert dans le Puy-de-Dôme, permet de se faire une idée de la façon dont on procédait. Elle est restée très proche des méthodes d’origine pour ce qui est de la fabrication des feuilles de papier. Un seul moulin actuellement en Occident respecte entièrement le processus : chiffons anciens de récupération de lin et de chanvre (le coton n'apparait que dans le premier tiers du XIXe et encore de façon très minime) dilacérés et fermentés puis battus en pile à maillets (il s'agit du moulin du Verger de Puymoyen en Charente).
Autrefois, on utilisait des chiffons de récupération provenant de linges usagés. Le chiffon doit être entreposé humide dans un local clos où on le laisse fermenter naturellement pendant quelques semaines pour faciliter les opérations de défibration. 
Après pourrissement, la toile de lin et de chanvre est découpée en fines lamelles et introduite avec de l’eau dans des cuves creusées dans d’énormes poutres.      
Les martinets du moulin à eau, en bois garnis de clous tranchants, retombent à intervalles réguliers sur le chiffon pour le réduire en fibres.
L’opération peut durer quarante heures et permet de défiler le chiffon et de séparer les fibres qui constituent les fils pour former la pâte, sans raccourcir les fibres, car la longueur des fibres de lin et de chanvre  confère au papier ainsi fabriqué une qualité essentielle.